# Supercoppa del Belgio 1991
La Supercoppa del Belgio 1991 (in francese Supercoupe de Belgique, in fiammingo Belgische Supercup) è stata la 12ª edizione della Supercoppa del Belgio di calcio.
La partita fu disputata dall'Anderlecht, vincitore del campionato, e dal Club Bruges, vincitore della coppa.
L'incontro si giocò il 7 agosto 1991 allo Stadio Constant Vanden Stock di Anderlecht e vide la vittoria del Club Bruges dopo i tiri di rigore, che si aggiudicò per la quinta volta il titolo.

## Tabellino
| Arbitro: | Alphonse Costantin |

|                                                               |                      |                                                                                   |
| Degryse 26’ Nilis 27’ Oliveira 46’                            | Marcatori            | 5’ Disztl 28’ Booy 45’ Borkelmans                                                 |
| Oliveira Nilis Degryse Kooiman Crasson Musonda De Wolf Rutjes | Tiri di rigore 5 – 6 | Staelens Van Der Heyden Dziubiński Verspaille Borkelmans Van der Elst Booy Cossey |